# Gottschalks
Gottschalks was een Amerikaans warenhuis uit de middenklasse dat 58 warenhuizen en drie speciaalzaken in kleding exploiteerde in zes westelijke staten (Californië, Washington, Alaska, Idaho, Oregon en Nevada). Sommige locaties werden gerund als Harris-Gottschalks-winkels. Vóór de liquidatie was het de grootste onafhankelijke, beursgenoteerde warenhuisketen in de Verenigde Staten. Op 14 januari 2009 vroeg Gottschalks uitstel van betaling aan, hetgeen leidde tot het faillissement op 31 maart 2009. Minstens vijf toplocaties werden daarna Macy's-winkels.

## Geschiedenis
Gottschalks werd in 1904 opgericht door de Duits-Joodse immigrant Emil Gottschalk als een textielwinkel in het centrum van Fresno (Californië). Tien jaar later was de winkel zo gegroeid, dat men verhuisde naar een ander gebouw in het stadscentrum, met tien keer zoveel ruimte.  Vóór zijn overlijden in 1939 droeg Emil de leiding over aan zijn zwager Henry Korn en zijn neef Abe Blum. Het bedrijf opende in 1961 zijn eerste filiaal in Merced en nieuwe winkels in Visalia en Fresno. Om de babyboomgeneratie voor zich te winnen, lanceerde Gottschalks eind jaren 1960 Bobbie West, een keten van kinderkledingwinkels. In 1970 werden in Village East winkels geopend die dameskleding in grote maten verkochten.
Irving (Bill) Levy was de vierde van zeven voorzitters in de 105 jaar dat Gottschalks aan de macht was. Na de dood van Irving Levy in 1981 werd zijn zoon Joseph Levy CEO en voorzitter van de raad van bestuur, totdat James Famalette respectievelijk in 1999 en 2007 in deze functies werd benoemd.

## Opkomst
Gottschalks boekte succes door zich uitsluitend te vestigen in kleinere steden, waar geen grote landelijke warenhuizen zich vestigden. Met deze tactiek konden de overheadkosten van Gottschalks laag worden gehouden, omdat het bedrijf kleinere winkels van 7.500 tot 10.200 m² met één verdieping kon bouwen, waardoor de huisvestingskosten laag bleven. Vaak was Gottschalks hierdoor "the only game in town", met vrijwel geen concurrentie van andere nationale warenhuizen.
Na de dood van Emil Gottschalk, volgden de volgende CEO's hem op: 
1. Henry Korn (schoonbroer)
2. Abe Blum (enige neef)
3. Irving Levy (neef van echtgenote)
4. Joseph Levy (zoon van Irving Levy)
5. James Famalette (geen familie)

Voorzitters/CEO's die na de dood van Irving Levy in 1981 in functie bleven:
1. Gerald Blum (achterneef en zoon van Abe Blum)
2. Stephen Furst (geen familie)
3. James Famalette (geen familie)

Abe Blum (overleden in 1963) behaalde zijn diploma elektrotechniek aan de Rutgers University en was verantwoordelijk voor de installatie van een van de eerste airconditioningsystemen in Fresno. Ook was hij een van de eerste detailhandelaren in de regio die credit cards accepteerde. Volgens een artikel van Chain Store Age Executive uit 1977 werd Gottschalks in 1976 het eerste warenhuis in Amerika dat de verkooptransacties volledig automatiseerde. Het bedrijf installeerde elektronische kassasystemen dike barcodes en credit cards kon lezen en opslaan. Dankzij deze technologie steeg de efficiëntie, werden fouten verminderd en bleven de inventaris en de klantfacturering up-to-date.

## Uitbreiding
Het aantal Gottschalks-vestigingen verdubbelde van negen in 1985 tot achttien in 1988 en de jaarlijkse omzet steeg van $ 112 miljoen naar $ 196 miljoen. Een deel van deze groei kwam voort uit de overname van twee kleine warenhuisketens in 1987 en 1988, voor een totaalbedrag van 11 miljoen dollar. Dit waren Brock's en Leask's.
De keten verfijnde ook het aanbod van speciaalzaken en veranderde halverwege het decennium de Bobbie West-winkels voor junioren in Petites West-boetieks om kleinere Aziatische en Latijns-Amerikaanse vrouwen aan te trekken.
De aandelen van het bedrijf werden in 1986 op de New York Stock Exchange verhandeld onder het symbool GOT. In 1988 sloot het bedrijf zijn vlaggenschipwinkel in Fresno, Californië, vanwege tegenvallende verkoopcijfers. 

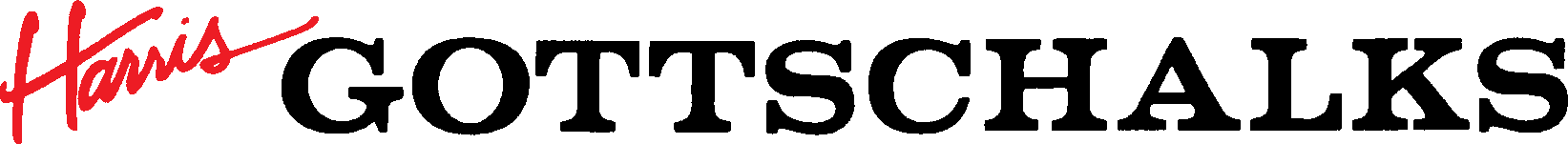
Harris-Gottschalks-logo

In 1995 ging het bedrijf online. In 1996 openden ze een winkel van 11.600 m² in het Park Lane Centre in Reno, Nevada, dat zijn twee belangrijkste warenhuizen, Sears en Weinstock's, had verloren aan een groter concurrerend winkelcentrum. Het bedrijf groeide in Zuid-Californië door de overname van Harris Department Stores in 1998, dat toen nog de naam Harris-Gottschalks-winkels droeg. In 2000 werd het in Seattle gevestigde warenhuis Lamonts overgenomen.

## Neergang
De meeste vestigingen van Lamonts die door Gottschalks werden overgenomen, sloten uiteindelijk vanwege tegenvallende verkoopcijfers. Een uitzondering hierop was de markt in Alaska, waar de verkoop sterk was en slechts één winkel, Wasilla, gesloten was vóór de sluiting van het bedrijf. De sluitingen omvatten onder meer de vestiging in de Northgate Mall in Seattle, Washington, in september 2006 en in Tacoma Highlands op 22 september 2007, die anders dan de gebruikelijke winkellocaties een vrijstaande locatie was. De vestiging in de Northgate Mall markeerde de sluiting van de laatste Gottschalks in Seattle. In de staat Washington waren de resterende Gottschalks-vestigingen succesvol in plattelands- en voorstedelijke gebieden, waar minder concurrentie was van andere warenhuizen.

## Faillissement en liquidatie
Op 24 oktober 2008 werd Gottschalks van de New York Stock Exchange gehaald. NYSE-functionarissen verklaarden dat de waarde van het aandeel te laag was om genoteerd te blijven en dat de gemiddelde wereldwijde marktkapitalisatie gedurende 30 handelsdagen onder de $ 25 miljoen lag. Medewerkers van het bedrijf beweerden dat ze met een Chinees bedrijf, Everbright Development Overseas Limited, onderhandelden over een lening. Ze gaven ook aan dat ze in beroep zouden gaan tegen het besluit om de notering te schrappen. Op 18 december 2008 maakten functionarissen van Gottschalks bekend dat Everbright zich uit de deal had teruggetrokken. 
Op 14 januari 2009 vroeg Gottschalks uitstel van betaling  aan. In maart 2009 maakte Gottschalks bekend dat het een groep bieders had verzameld die de keten zouden liquideren als er vóór 30 maart geen andere bieder was gevonden. Op 31 maart kondigde Gottschalks aan dat het zijn resterende winkels zou liquideren. De laatste winkels van de keten sloten op 12 juli 2009. Verschillende toplocaties werden Macy's. 
Er waren plannen van voormalig CEO Joe Levy om een aantal winkels begin 2011 te heropenen, maar die plannen mislukten uiteindelijk.